# Chambao
Chambao es un proyecto musical originario de Málaga (España), activo entre 2002 y 2018 y posteriormente a partir de 2023. Iniciado por la cantante La Mari y los instrumentistas Daniel y Eduardo Casañ, de 2005 en adelante se convirtió en un proyecto en solitario de la primera. Su música, a la que denominaron "flamenco chill", mezclaba sonidos y palos del flamenco con música electrónica chill out y otras influencias.
Tras saltar a la fama por un álbum colectivo y especialmente Endorfinas en la mente (2003), que contenía el sencillo «Ahí estás tú», en 2005 editaron Pokito a poko y en 2007 Con otro aire, que tuvieron amplio éxito comercial y una nominación al Grammy Latino por el sencillo de temática social «Papeles mojados».En los años siguientes publicaron el álbum en directo En el fin del mundo (2009) y Chambao (2012), que les valió una nueva nominación al Grammy Latino. Tras un álbum de versiones de grandes éxitos y Nuevo Ciclo (2016), La Mari anunció el fin del proyecto en 2018, si bien en 2023 regresó con En la cresta del ahora.El grupo tiene once discos de platino en España y ha colaborado con distintos artistas españoles y latinoamericanos.

## Historia

### Inicios yEndorfinas en la mente
En el año 2001, María del Mar Rodríguez Carnero, La Mari (voz) y los primos Daniel Casañ (composición y guitarra) y El Edi, Eduardo Casañ (composición y guitarra), amigos y vecinos, comienzan a compartir momentos musicales en el barrio de Pedregalejo en Málaga. Poco después conocen al productor Henrik Takkenberg y maquetan las canciones del que fue la compilación Flamenco Chill, que fue un éxito de ventas y contenía varias canciones originales del grupo. Estas composiciones mezclaban el flamenco y música electrónica ambiental o chill out.
En el año 2003 publicaron su primer disco en solitario Endorfinas en la mente con la producción de Bob Benozzo. El disco vendió más de cuarenta mil copias y fue triple disco de platino en España. El sencillo «Ahí estás tú» alcanzó mayor popularidad a raíz de su inclusión en un anuncio de promoción del turismo en Andalucía, y fue relanzado en 2013 junto a la cantante Nneka.El disco fue premiado con el Premio Ondas a mejor creación musical y el Premio de la Música al mejor álbum de nuevas músicas.

### 2005-2008:Pokito a pokoyCon otro aire
En 2005 se edita Pokito a poko (2005), ya con La Mari como única integrante estable de la banda, y que contaba de nuevo con la producción de Bob Benozzo. El disco obtuvo de nuevo un amplio éxito comercial, siendo certificado cuádruple platino y conteniendo el sencillo del mismo título, del que posteriormente grabaron una versión con Estopa.Este sencillo adquirió una nueva significación cuando, al poco de su lanzamiento, la cantante fue diagnosticada de un cáncer de mama, del que finalmente se recuperó.

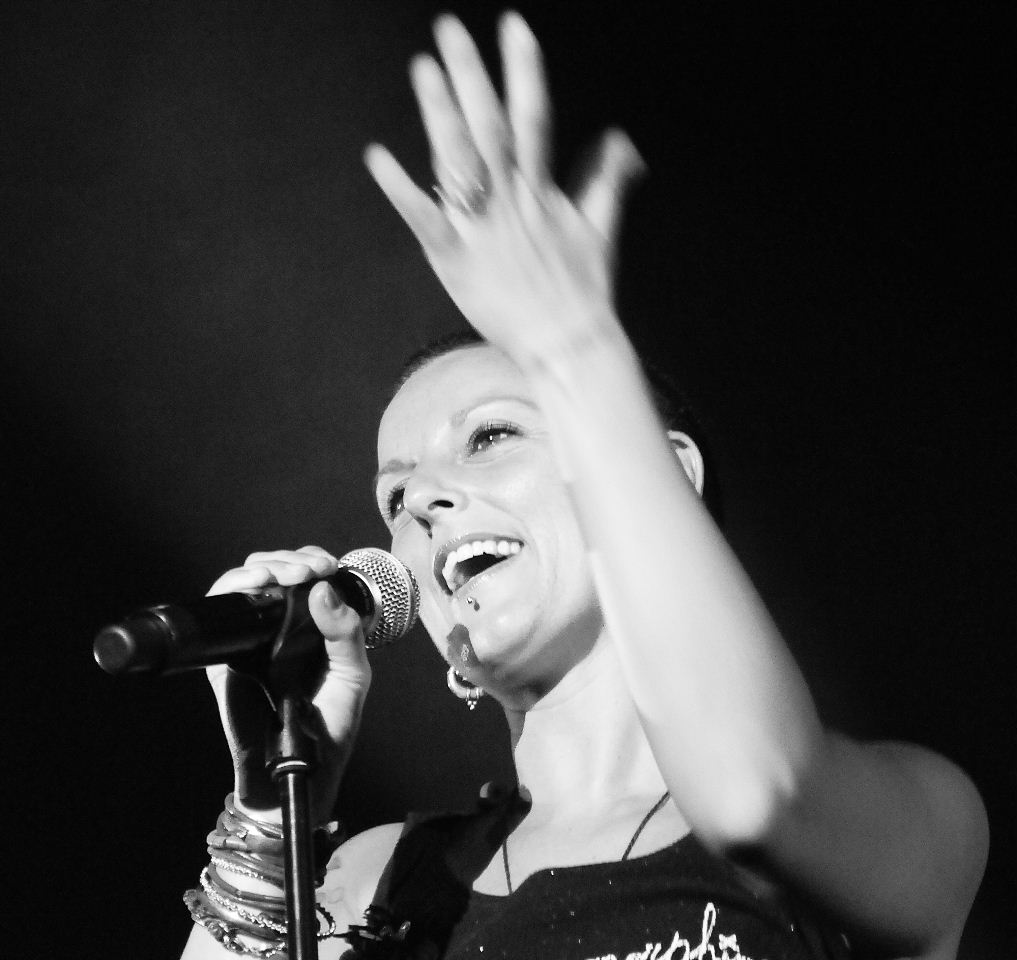
La Mari, cantante y voz principal de la banda, durante la gira Con otro aire.

Su siguiente trabajo, Con otro aire (2007), mantuvo sonidos mediterráneos y sureños pero incorporaba influencias árabes y africanas, así como algunas letras de temática social. El primer sencillo, «Papeles mojados», trataba sobre el drama de las condiciones de los inmigrantes, y se convirtió en uno de los más exitosos de la banda, siendo nominado al Grammy Latino a Mejor canción alternativa.El disco también contenía colaboraciones con Estrella y Enrique Morente.

### 2009-2018: En el fin del mundo,Chambaoy disolución
A finales de 2009, Chambao viajó al glaciar del Perito Moreno en la Patagonia argentina para hacer un concierto sin público en el que revisita sus temas planteando reflexiones sobre el cambio climático y la forma de relacionarse con el medio. Posteriormente fue publicado como álbum bajo el nombre En el fin del mundo.
En 2012, con la primera década desde la fundación del proyecto, la cantante publicó un álbum homónimo y el sencillo «Lo mejor pa' ti». El álbum estuvo producido y arreglado por Carlos Raya, guitarrista en distintas bandas, y fue nominado al Grammy Latino a Mejor álbum pop contemporáneo.Ese año, La Mari también participó en la Gala Homenaje a la Persona de Año de estos premios, dedicada a Caetano Veloso, con una versión de “Onde O Rio e Mais Baiano”.
En 2013 publicó un álbum de dos CD de versiones de sus principales canciones, con artistas como Javier Ruibal, Totó la Momposina, Lila Downs, Estopa, Toumani Diabaté, y djs como Howie B o Gilles Peterson. El álbum fue producido por Carlos Raya, Bob Benozzo y Ale Acosta, y contenía también colaboraciones de La Mari en solitario con Rosario Flores, Pau Donés, Peret, Mojo Project, Cesária Évora, Macaco, Ricky Martin o Calima, así como un homenaje a Serrat. En 2016 publicaron Nuevo ciclo, y en 2018 un concierto final tras el que anunció la disolución del proyecto.

### 2023-:En la cresta del ahora
En 2023 La Mari anunció el regreso del proyecto y la publicación del álbum En la cresta del ahora, con producciones de Juan Medina o Rosario La Tremendita, y una gira de conciertos en España, América Latina y Europa.

## Concepto
Chambao es una palabra andaluza que se refiere a un espacio hecho con sencillez, con un techo de hojas de palmeras o cañas y palos de madera que se levanta como refugio o cobijo. En Málaga es típico que los espeteros lo usen para refugiarse del sol y el viento mientras asan las sardinas y demás pescados.
En Huelva hace referencia a algo roto o estropeado, también puede ser algo torcido o con extraña forma, ej: este móvil está chambao. Ese árbol está chambao. Referente a una persona significa alocado, algo chalado, impulsivo... ej: tu estás chambao.
Sonido de olas, mansa arena, amigos y música, el chambao no se reduce al efímero espacio levantado de cara al mar, sino más bien un lugar donde prima el regocijo sencillo por la vida.

## Premios y reconocimientos
- Medalla de la Provincia Diputación de Málaga (2003)
- Premio Ondas (2003)
- Cadena Dial (2003)
- Premios de la Música: Mejor Álbum de Nuevas Músicas (2004)
- Canal Sur Radio:Premio al Público (2005)
- Premios de la Música: Mejor Álbum de Fusión (2007)
- Cadena Dial (2007)
- Premios Amigo (2007)
- Premios Junta Andalucía Joven "Andalucía en el Exterior" (2007)
- Premios Culturas Comité Exterior Contra el Racismo, la Xenofobia y la Intolerancia (2008)
- Premios Los Números 1 de Cadena 100 (2008)
- Nominación Grammy Latinos: "Mejor canción Alternativa" por Papeles Mojados (2008)
- Premios Semilla (2012)
- Nominación Grammy Latinos: "Mejor álbum pop contemporáneo" por Chambao (2012)
- Premio Internacional CUBADISCO (2014)

## Discografía

### Álbumes de estudio
- 2003 - Endorfinas en la mente [CD]
- 2005 - Pokito a poko [CD/DVD]
- 2007 - Con otro aire [CD/DVD]
- 2009 - En el fin del mundo [CD/DVD]
- 2012 - Chambao [CD]
- 2016 - Nuevo ciclo [CD]
- 2023 - En la cresta del ahora [CD]

### Álbumes compilatorios y en directo
- 2002 - Flamenco Chill [2CD]
- 2004 - Chambao en privado [CD/DVD]
- 2005 - Puro [DVD]
- 2006 - Caminando 2001-2006 [2CD/DVD]
- 2013 - Esencial Chambao [2CD]
- 2013 - 10 Años Around The World [2CD]
- 2018 - De Chambao a La Mari: Último concierto [2CD/DVD]